# Bojongjaya (Pusakajaya)
Bojongjaya is een bestuurslaag in het regentschap Subang van de provincie West-Java, Indonesië. Bojongjaya telt 3790 inwoners (volkstelling 2010).